# Cratere Evelyn
Evelyn  è un cratere sulla superficie di Venere.